# HD 73155
HD 73155 (HR 3407) är en ensam stjärna i den mellersta  delen av stjärnbilden Seglet, som också har Bayer-beteckningen C Velorum. Den har en skenbar magnitud av ca 5,01 och är svagt synlig för blotta ögat där ljusföroreningar ej förekommer. Baserat på parallax enligt Gaia Data Release 2 på ca 3,2 mas, beräknas den befinna sig på ett avstånd på ca 1 040 ljusår (ca 320 parsek) från solen. Den rör sig bort från solen med en heliocentrisk radialhastighet på ca 4 km/s.

## Egenskaper
HD 73155 är en orange till gul superjättestjärna i huvudserien av spektralklass K1.5 Ib. Den har en massa som är ca 3,3 solmassor, en radie som är ca 73 solradier och har ca 1 140 gånger solens utstrålning av energi från dess fotosfär vid en effektiv temperatur av ca 4 300 K. Stjärnan har mikrovariabilitet med en period av 10,99 cykler per dygn och en amplitud av 0,0036 magnitud.